# دریاچه مورو
دریاچه مورو (به فرانسوی: Lac Moero) دریاچه‌ای در آفریقای مرکزی است که در مرز دو کشور زامبیا (در شرق) و کنگو (در غرب) قرار دارد. این دریاچه که نامش در زبان بانتویی خود به‌معنای «دریاچه» می‌باشد  بخشی از سیستم رود کنگو را تشکیل داده و در شمال جلگهٔ مورو-لوآپولا-بانگولو در ۹۱۷ متری از سطح دریا واقع است. طولانی‌ترین قسمت دریاچه در فاصلهٔ جنوب-جنوب غربی تا شمال-شمال شرقی آن قرار دارد و گستره‌ای ۱۲۲ کیلومتری را دربر می‌گیرد. همچنین متوسط پهنای آن ۵۰ کیلومتر بوده و مساحتش به ۴٬۹۲۰ کیلومتر مربع می‌رسد. دریاچهٔ مورو دارای ذخایر بزرگ ماهی است.
کناره‌های دریاچه به‌جز حاشیهٔ صخره‌ای غربی آن عمدتاً مسطح است و جزیره‌های کیلوا و سوکو در جنوب آن واقعند. رود لوآپولا از جنوب دریاچهٔ مورو به آن وارد شده و رود لووآ از شمال آن در غرب شهرک پوتو خارج می‌شود و پس از جریان یافتن به سمت شمال غربی به رود لوآلابا می‌پیوندد.
دیوید لیوینگستون، مکتشف و مبلغ اسکاتلندی نخستین اروپایی‌ای بود که طی سفر اکتشافیش در آفریقا در نوامبر سال ۱۸۶۷ به دریاچهٔ مورو رسید.